# Sent Marçal de Fòntfolhosa
Los Plantièrs (en francès Les Plantiers) és un municipi francès situat al departament del Gard i a la regió d'Occitània.